# Estornell de la Reunió
L'estornell de la Reunió (Fregilupus varius) fou una espècie d'ocell de la família dels estúrnids (Sturnidae), únic membre del gènere Fregilupus. Era endèmic de l'illa de la Reunió. El seu hàbitat eren els boscos tropicals i subtropicals de frondoses humits de les terres baixes. El seu estat de conservació es considera extint.